# 元宝沟遗址
元宝沟遗址，位于中国吉林省农安县巴吉垒乡元宝沟村，为一个省级文物保护单位，类型为古遗址，公布时间为2007年5月31日。该文物保护单位由农安县文管所管理。
元宝沟遗址的历史年代为新石器。